# Méthodes de saisie et d'encodage du chinois
La langue chinoise utilise des sinogrammes pour son écriture. Un mot compte rarement plus de un ou deux caractères, mais il existe beaucoup plus de caractères (ou glyphes ou sinogrammes) que de touches sur un clavier d'ordinateur tel que celui généralement utilisé dans le monde. Les premiers ordinateurs chinois utilisaient pourtant des claviers de plusieurs milliers de touches. 

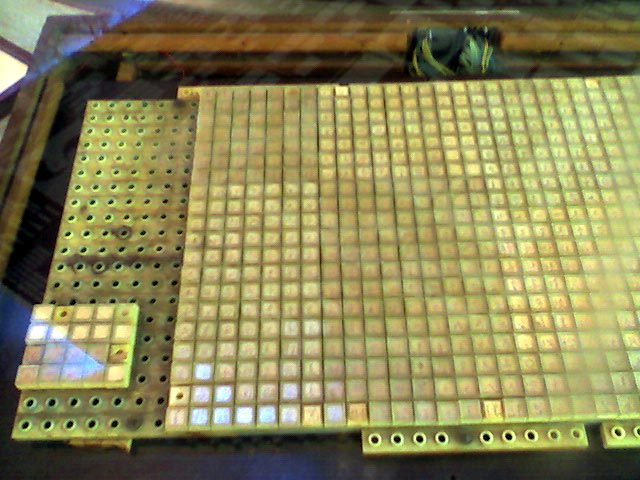
Un clavier expérimental de sinogrammes

De nombreuses méthodes d'entrée (ou IME, Input Method Editor, en anglais) ont été conçues pour permettre au mieux l'encodage des caractères chinois par des claviers standards. 

## Les différentes méthodes
Les méthodes d'encodage des caractères chinois au clavier peuvent être classées en trois grandes familles : par encodage, par prononciation et par structure des caractères. Ci-dessous quelques exemples des méthodes développées. Pinyin complet et Pinyin double sont des variations de la méthode d'encodage pinyin. De plus, les méthodes qui demandent à l'utilisateur de choisir parmi un nombre de possibilités proposées disposent généralement de techniques avancées qui permettent d'afficher dans le menu le caractère le plus probable (contexte, fréquence, expressions). 
Suivant les préférences personnelles et le type d'utilisateur, ces méthodes conviennent mieux à l'une ou l'autre personne, chaque méthode ayant par ailleurs ses qualités et ses faiblesses. Par exemple, pour une personne habituée au pinyin, la méthode pinyin peut être rapidement maîtrisée. Cependant, la vitesse d'encodage par ces méthodes est limitée, et n'est à portée que des personnes maitrisant le pinyin. La méthode Wubi demande plus d'effort pour être apprise, mais elle permet une fois pleinement maîtrisée un encodage plus rapide qu'avec les méthodes phonétiques. Pour ces raisons, il ne semble pas qu'une méthode standard d'encodage du chinois puisse être envisagée à terme. 
Il existe d'autres moyens moins courants pour réaliser l'encodage de caractères chinois, dont certains utilisant un stylet et une tablette, et qui numérisent les caractères écrits par l'intermédiaire d'un logiciel de reconnaissance de l'écriture ou éventuellement des logiciels de reconnaissance du langage. 
Comme pour les autres langues, dont le français, ces méthodes ne permettent l'encodage des caractères qu'en contrepartie d'un taux d'erreur relativement élevé. 
Certains systèmes permettent l'encodage de caractères chinois en tapant simplement leur équivalent anglais. 

## Pour le mandarin

### Pinyin
En République populaire de Chine, depuis les années 1950, les caractères latins sont utilisés pour l'apprentissage de la phonétique, et les caractères chinois ont été majoritairement simplifiés. Un simple clavier QWERTY y est généralement utilisé, sans présence de caractère chinois.
- Installer une méthode d'entrée (Sous Windows : panneau de configuration puis « Outils linguistiques et régionaux » ; Sous GNU/Linux : gestionnaire de paquet, autrefois SCIM, aujourd'hui remplacé par iBus ou Fcitx et Intellignet-pinyin) permettant de taper le chinois en pinyin, une liste des caractères possibles s'affichent, par exemple : 
  - on tape s, il vient tous les caractères dont la prononciation commencent par la transcription pinyin ‹ s ›
  - on tape se, les possibilités se réduisent aux caractères dont la prononciation est ‹ se › (色, 瑟, 涩, 塞, 啬, 铯, 穑, etc.)
  - on tape sey, les ensembles de caractères contenant se + y… sont proposés, par exemple 《色慾》(sèyù) 《色艺》(sèyì) … 《塞音》 (sèyīn) …

La méthode smart-pinyin (pinyin intelligent), incluse par exemple dans SCIM, va tenter de deviner en fonction du contexte l'ensemble des caractères, et donner une priorité plus élevée aux caractères tapés plus fréquemment. Cette méthode s'adapte donc au vocabulaire de l'utilisateur.

### Saisie du pinyin lui-même
Il peut être intéressant d'écrire le pinyin lui-même plutôt que les hanzi en frappant les pinyin. C'est par exemple le cas pour l'apprentissage ou l'explication de la prononciation du chinois.
Sous les systèmes Unix, il existe deux méthodes, soit la méthode dite pinyin (pinyin m17n avec iBus) spécialisée dans l'écriture du pinyin (et non en pinyin), soit en combinant (ou composant avec les proximités morphologiques des caractères du clavier pour les tons.

#### Méthode pinyin m17n
Il faut qu'elle soit installée sur le système puis activée dans les préférences d'iBus.
Il faut taper tous les caractères de la syllabe, puis le numéro du ton. (majuscule + chiffre sur un clavier azerty).
Exemples :
- jiě : jie puis maj + 3.
- hān : han puis maj + 1.

#### Proximités morphologiques des tons
Il faut définir la touche compose qui va permettre de saisir les caractères avec les tons dans le fichier .xmodmap avec :
```
keycode 0x73 = Multi_key
```

(multikey est la touche Windows ou home de gauche des claviers).
et de taper ou mettre dans le fichier .xinitrc :
```
xmodmap ~/.Xmodmap
```

Il est également possible de définir la touche compose dans la configuration du clavier de l'environnement graphique. Par exemple pour XFCE, Gestionnaire de paramètres ⇒ Clavier ⇒ Disposition ⇒ Compose key. Cela permet d'éviter les conflits avec iBus.
majuscule + touche "/^ (noté ici ") permet d'obtenir le tréma nécessaire à certains caractères
Ton 1 : compose+(_+a) ā, compose+(_+e) ē, compose+(_+i) ī, compose+(_+o) ō, compose+(_+u) ū, compose+(_+"+u) ǖ
Ton 2 : compose+('+a) á, compose+('+e) é, compose+('+i) í, compose+('+o) ó, compose+('+u) ú, compose+('+"+u) ǘ
Ton 3 : compose+(c+a) ǎ, compose+(c+e) ě, compose+(c+i) ǐ, compose+(c+o) ǒ, compose+(c+u) ǔ, compose+(c+"+u) ǚ
Ton 4 : compose+(`+a) à, compose+(`+e) è, compose+(`+i) ì, compose+(`+o) ò, compose+(`+u) ù, compose+(`+"+u) ǜ

### Bopomofo ou zhuyin

clavier standard à Taïwan, les zhuyin, sont placés en haut à droite des touches.les clés de Cangjie en bas à gauche, et les clés de Dayi en bas à droite

Taïwan a conservé les caractères traditionnels après sa sécession de fait avec le continent. Les caractères chinois de base sont également utilisés pour apprendre la prononciation : ils sont appelés bopomofo (en raison des 4 premiers caractères de la table, les consonnes : B, P, M, F) ou zhùyīn (注音, sons fixés), en opposition à pinyin (拼音, sons assemblés).
La méthode phonétique pour le chinois traditionnel est donc généralement le bopomofo, et ces caractères sont représentés sur les claviers de l'île. Cependant, des outils comme SCIM ou iBus permettent de saisir les deux graphies en utilisant le pinyin d'un clavier ne comportant que des caractères latins. C'est le cas de la méthode Rime.

## Prononciation
- Bopomofo (注音)
- méthode pinyin (拼音)
- Yueyu pinyin (粵語拼音)
- Méthode phonétique latine de shanghaïen[2],[3](吳語拼音), basé sur la prononciation shanghaïenne.

## Structure du caractère
- Méthode cangjie -倉頡; 仓颉)
- Cangjie simplifié (en) (簡易倉頡, connue comme 速成 sur les systèmes de Microsoft)
- Méthode CKC (縱橫輸入法)
- méthode Dayi (大易)
- Array method (行列)
- Méthode des quatre coins (四角碼; 四角码)
- Méthode Q9 (en) (九方)
- Shouwei method (首尾字型)
- Méthode du comptage des traits (en) (筆畫; 笔画)
- Stroke method (筆劃; 笔划)
- Wubizixing (五筆字型; 五笔字型)
- Méthode wubihua (en) (五筆畫; 五笔画)
- Méthode code Zheng (en) (鄭碼; 郑码)

## Combinaison de prononciation et de la structure du caractère
- en:Boshiamy method (嘸蝦米)
- Tze-loi method (子來; 子来)
- Renzhi code method (認知碼; 认知码)
- en:Shou-wei Hao-ma method (首尾號碼)